# 沈高尔内略
沈高尔内略（拉丁語：Cornelius Sim，1951年9月16日—2021年5月29日）是天主教会的司鐸級樞機，从2004年到去世，一直担任天主教文莱宗座代牧区的神父。他曾于1997年至2004年担任天主教文莱宗座代牧区司铎。
他出生于马来奕县赛瑞亚乡，是家中长子。他的祖父母是村中第一户信仰天主教的家庭，他兼有华裔和杜顺族血统。尽管出生在天主教家庭，他直到成人才确立了信仰。

沈高尔内略是司徒本维尔圣方济会大学第一位被授予神职的神父识别计划毕业生。2020年11月28日，教宗方济各将他提升为司鐸級樞機，使他成为首位来自该国的樞機。

2021年5月29日，他因癌症逝世於台灣桃園長庚紀念醫院。